# Liohippelates tenascissimus
Liohippelates tenascissimus är en tvåvingeart som först beskrevs av Iches 1906.  Liohippelates tenascissimus ingår i släktet Liohippelates och familjen fritflugor. Inga underarter finns listade i Catalogue of Life.